# Географія та туризм
«Географія і туризм» — науково-практичний збірник, що заснований у 2007 році за ініціативи професора
О. О. Любіцевої, завідувача кафедри країнознавства та туризму Київського національного університету імені Тараса Шевченка.

У збірнику висвітлено актуальні питання теорії та практики туризму, країнознавчих досліджень, проблем регіонального розвитку, теорії та практики природничої географії.
Зареєстровано Міністерством юстиції України. Свідоцтво про державну реєстрацію КВ 15818-4290 Р від 08.10.2009.

Атестовано Вищою атестаційною комісією України. Постанова Президії ВАК України № 1-05/2 від 10.03.10 р.

ISSN 2308-135X
Збірник видається для фахівців сфери туризму, наукових працівників, викладачів, аспірантів, студентів.

## Основні рубрики
- Географія рекреації та туризму: теоретичні та прикладні питання.
- Стійкий розвиток та актуальні проблеми географії та туризму.
- Країнознавство як міждисциплінарний напрям наукових досліджень: актуальні проблеми.
- Стратегії та програми розвитку туризму в регіонах.
- Туристичний бізнес та інноваційна діяльність в туризмі.
- Геоінформаційні системи та їх застосування.
- Суспільна географія: регіональні та геополітичні аспекти.
- Картографія, геоінформатика і дистанційне зондування Землі та їхня роль в сучасній науці.
- Фізична географія та раціональне використання природних ресурсів.
- Метеорологічні дослідження та їхня роль в сучасній науці.
- Гідрологія, гідрохімія та гідроекологія в дослідженнях водних об'єктів.

## Редакційна колегія
Головний редактор: О. О. Любіцева — доктор географічних наук, професор, завідувач кафедри країнознавства та туризму, Київський національний університет імені Тараса Шевченка.

Заступник головного редактора: Б. П. Яценко — доктор географічних наук, професор кафедри країнознавства та туризму, Київський національний університет імені Тараса Шевченка.

Відповідальний секретар: С. Ю. Сировець — кандидат географічних наук, доцент кафедри країнознавства та туризму, Київський національний університет імені Тараса Шевченка.

Члени редколегії:
- В. С. Антоненко — доктор географічних наук, професор, завідувач кафедри міжнародного туризму, Київський національний університет культури і мистецтв.
- А. Ю. Александрова — доктор географічних наук, професор кафедри рекреаційної географії та туризму, Московський державний університет імені М. В. Ломоносова.
- Г. В. Балабанов — доктор географічних наук, професор, завідувач кафедри країнознавства і туризму, Національний авіаційний університет.
- Е. Більська-Водечка — доктор наук, професор, професор Інституту географії та територіального управління, Яґеллонський університет.
- В. С. Великочий — доктор історичних наук, професор, директор Інституту туризму, Прикарпатський національний університет імені Василя Стефаника.
- О. Ю. Дмитрук — доктор географічних наук, професор, завідувач кафедри географії України, Київський національний університет імені Тараса Шевченка.
- В. Жекелі — доктор наут, професор, професор відділу соціальної географії, Інститут географії (Словаччина).
- А. Кавікі — доктор економічних наук, професор, професор департаменту освіти, культурного надбання та туризму, Університет Мачерата.
- В. Кр'стев — кандидат географічних наук, професор, викладач кафедри економіки і організації туризму, Економічний університет (Болгарія).
- М. П. Мальська — доктор економічних наук, професор, завідувач кафедри туризму географічного факультету, Львівський національний університет імені Івана Франка.
- М. Монтелла — доктор наук, професор, професор департаменту освіти, культурного надбання та туризму, Університет Мачерата.
- В. С. Новіков — кандидат географічних наук, професор, член Президіуму, Міжнародна туристична академія.
- Я. Б. Олійник — доктор економічних наук, професор, член-кореспондент АПН України, заслужений діяч науки і техніки, декан географічного факультету, Київський національний університет імені Тараса Шевченка.
- І. Г. Смирнов — доктор географічних наук, професор, професор кафедри країнознавства та туризму, Київський національний університет імені Тараса Шевченка.
- В. І. Сідоров — кандидат економічних наук, професор, декан факультету міжнародних економічних відносин та туристичного бізнесу, Харківський національний університет імені В. Н. Каразіна.
- Ф. Ф. Шандор — доктор філософських наук, професор, проректор з науково-педагогічної та виховної роботи, Ужгородський національний університет.
- І. М. Шарухо — кандидат педагогічних наук, доцент, декан факультету природознавства, Могильовський державний університет ім. А. А. Кулєшова.
- П. Г. Шищенко — доктор географічних наук, професор, член-кореспондент АПН України, професор кафедри географії України, Київський національний університет імені Тараса Шевченка.